# 롤프 밀저
롤프 밀저(독일어: Rolf Milser, 1951년 6월 28일 ~ )는 은퇴한 독일의 역도 선수이다.
작센안할트주 베른부르크에서 태어난 밀저는 서독을 대표하여 1972년, 1976년과 1984년(1980년 하계 올림픽은 서독의 보이콧으로 놓침) 하계 올림픽에 나갔으며, 로스앤젤레스 올림픽에서 퍼스트헤비급 부문의 금메달을 획득하였다.
밀저는 2회의 세계 타이틀을 우승하고, 1976년과 1979년 용상에서 2개의 세계 기록을 세웠다.
그는 또한 1979년 유럽 타이틀을 우승하기도 하였다.